# ريو دوس سيدروس
ريو دوس سيدروس بلدية في ولاية سانتا كاتارينا في المنطقة الجنوبية من البرازيل.   